# Pan (Mythologie)

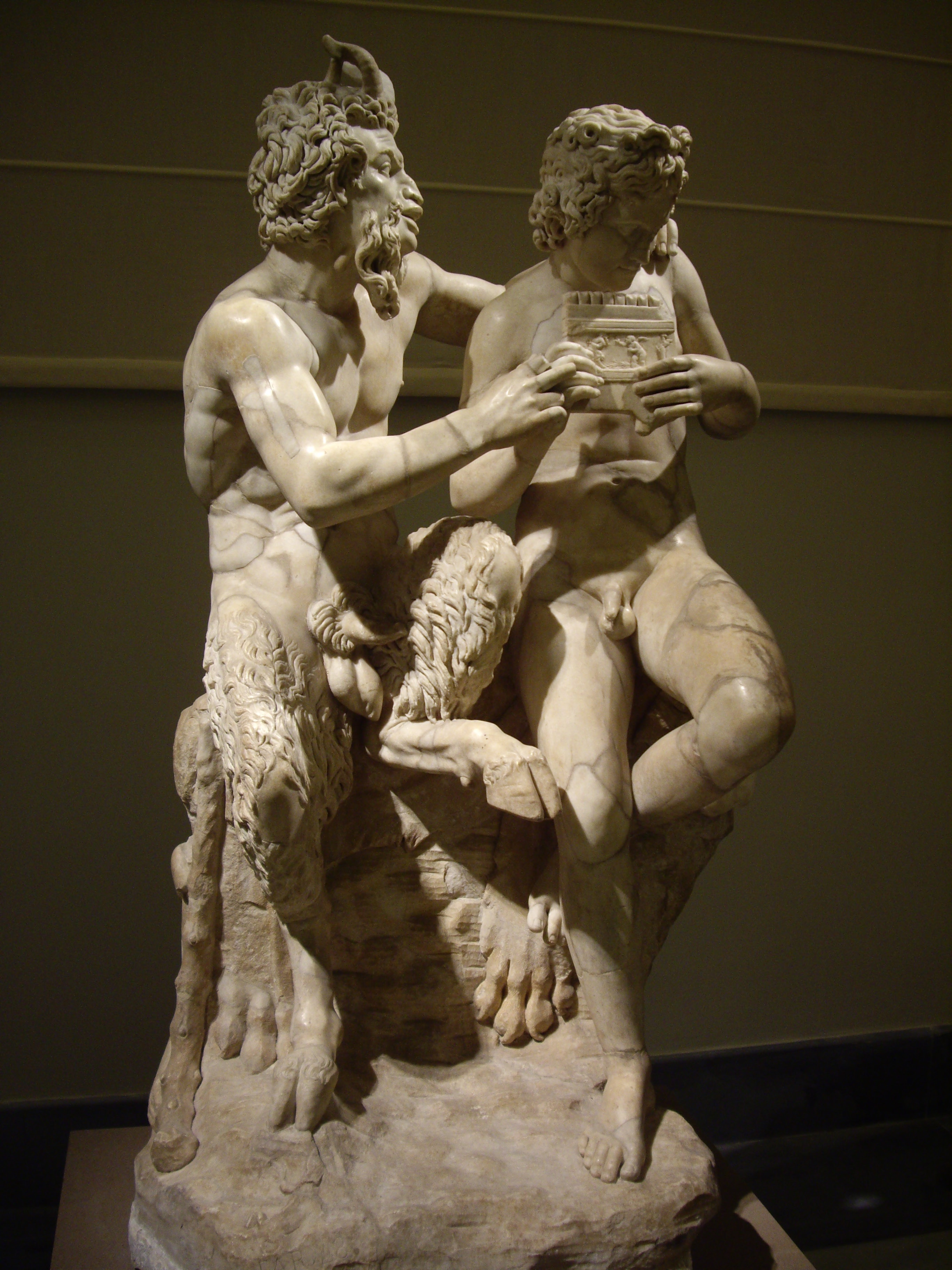
Pan unterrichtet Daphnis im Spiel mit der Panflöte (Archäologisches Nationalmuseum Neapel)

Pan (altgriechisch Πάν Pán, arkadisch Πάων Páōn, deutsch ‚Hirte‘) ist der Hirtengott in der griechischen Mythologie. Seiner Gestalt nach ist er ein Mischwesen mit dem Oberkörper eines Menschen und dem Unterkörper eines Widders oder eines Ziegenbocks.

## Allgemeines
Pan ist der Gott des Waldes und der Natur. Die Hirten verehren ihn, fürchten sich aber vor seinem Anblick. Doch als Gott der Wälder und Wiesen bitten sie ihn um Schutz für ihre Herden und bringen ihm dafür auch Opfer dar. Sein bevorzugter Aufenthaltsort ist der Berg Lykaion in Arkadien, wo er ein Heiligtum hatte.
In den Händen trägt er einen gekrümmten Hirtenstab oder eine siebenröhrige Flöte, die Panflöte. Der gekrümmte Hirtenstab symbolisiert die Natur der Dinge an sich und ihren Kreislauf (z. B. die Wiederkehr der Jahreszeiten). Andere Waldgötter mit Ziegenfüßen werden Ägipanen genannt.
Pan hat Freude an Musik, Tanz und Fröhlichkeit. Die Mittagsstunde ist ihm jedoch heilig, und er kann sehr ungehalten werden, wenn man ihn zu dieser Zeit stört. Er jagt dann z. B. ruhende Herdentiere in „panischem Schrecken“ zu jäher Massenflucht auf, woher sich das Wort Panik ableitet.
In manchen Erzählungen wird Pan auch dem Gefolge des Dionysos, des Gottes der Fruchtbarkeit und der Ekstase zugeordnet, wo er mit seiner Flöte musiziert und so die feiernde Gefolgschaft bereichert. Für seine Wollust bekannt, ist er von Nymphen und Satyrn umgeben.
Die besondere Liebe des Pan gilt der Mondgöttin Selene.

## Mythos

### Abstammung

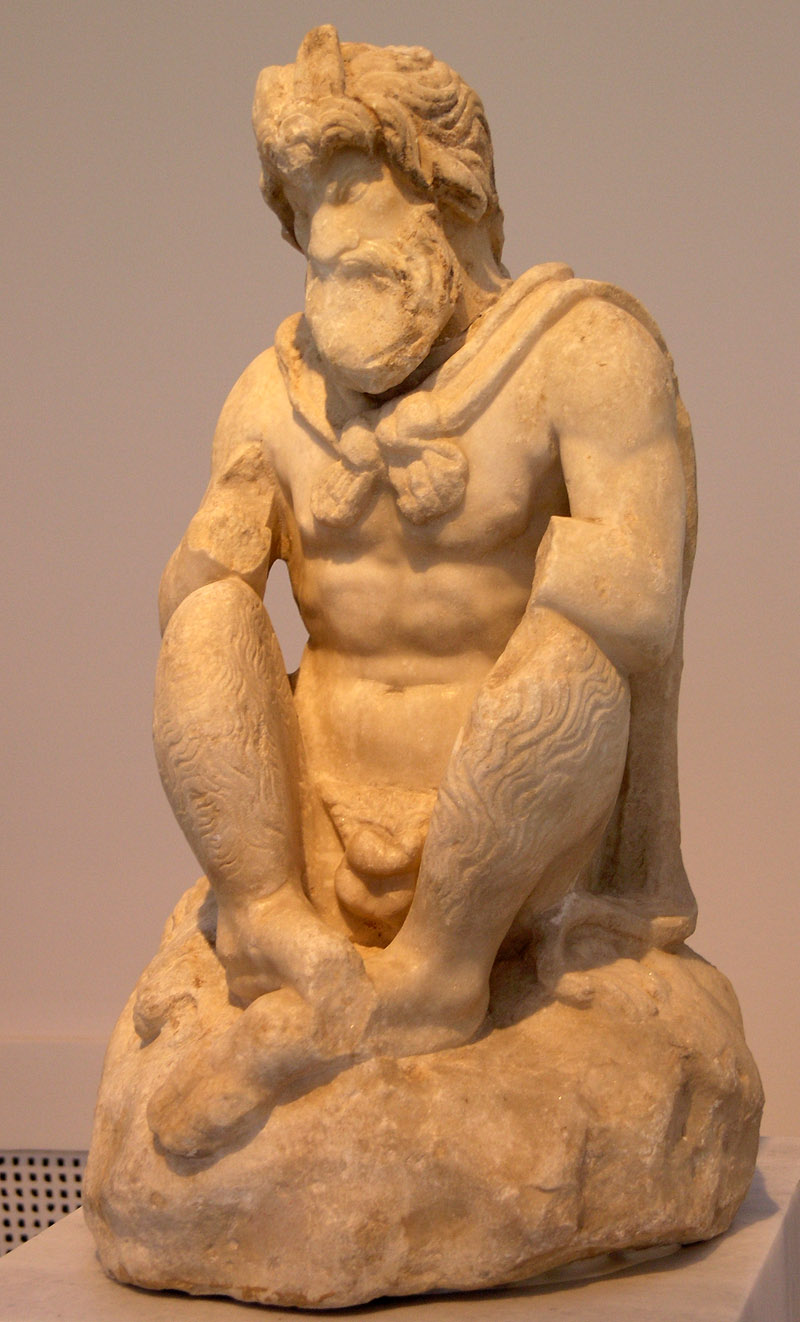
Skulptur des Pan (Athen, 2. Jahrhundert v. Chr.)

Zur Abstammung des Pan gibt es mehrere Versionen:
Nach der bekanntesten war Pan ein Sohn des Hermes und einer Tochter des Dryops bzw. der Dryope. Als seine Mutter nach der Geburt feststellte, dass ihr Sohn Ziegenfüße, -hörner und einen Bart hat, erschrak sie so sehr, dass sie vor ihm floh, er wurde jedoch von Hermes auf den Olymp gebracht. Weil Pan aber keinen Platz im Olymp erhielt, brachte Hermes ihn wieder zur Erde auf die Insel Kreta.
Nach anderen Quellen war Pan ein Sohn des Zeus und der Kallisto bzw. des Zeus und der Nymphe Hybris. Nach einer weiteren Erzählung ist Pan ein Sohn des Kronos und der Amaltheia, also ein Halbbruder des Zeus. Die Amaltheia war zugleich die Amme des Zeus. Auch Aither und die Nymphe Oinoe werden als Eltern des Pan genannt.

### Erfindung der Panflöte
Pan verfolgte liebestrunken die Nymphe Syrinx, welche aber vor ihm floh. Ihre Flucht endete jäh am Fluss Ladon, wo sie sich plötzlich in ein Schilfrohr verwandelte, das Pan daraufhin umarmte. Als nun der Wind in das Rohr blies, kamen klagende Töne hervor. Pan wollte die Klänge nicht verlieren, also brach er aus dem Schilfrohr sieben Teile, eines immer etwas kürzer als das vorherige, und band sie zusammen. So erfand er die Hirtenflöte, die er nach der Nymphe Syrinx benannte. Pan wird auch die Erfindung der Querflöte Plagiaulos zugeschrieben, die wie die Panflöte zur Kultur der Hirten gehört.

### Pans Wettstreit mit Apollon
In Ovids Metamorphosen wird auch die Geschichte vom musikalischen Wettstreit zwischen Pan und Apollon berichtet. Richter war der Berggott Tmolos. Dieser erklärte Apollon zum Sieger, da das Instrument Apollos, bei Ovid eine Lyra, über der Panflöte stehe. König Midas, der das Spiel des Pan zufällig hörte, war mit dem Urteil nicht einverstanden. Das kränkte Apollon derart, dass er Midas mit Eselsohren strafte.
Diesen musikalischen Wettstreit vertonte Johann Sebastian Bach in seiner weltlichen Kantate „Der Streit zwischen Phoebus und Pan“ (BWV 201 – Geschwinde, ihr wirbelnden Winde).

### Tod des Pan
Plutarch überliefert, dass zur Zeit des Tiberius ein ägyptischer Steuermann namens Thamus vor der griechischen Küste eine Stimme gehört habe, die ihm befahl, in Palodes kundzutun, dass „der große Pan gestorben sei“ (Ὁ μέγας Πὰν τέθνηκε Ho mégas Pàn téthnēke). Sobald das Schiff auf der Höhe von Palodes gewesen sei, habe der Steuermann die Nachricht über das Wasser gerufen, wonach ein Wehklagen vieler Stimmen zu hören gewesen sei. Nach der Rückkehr habe Tiberius davon gehört und die Geschichte so ernst genommen, dass er Untersuchungen anstellen ließ. Somit wäre Pan „der einzige Gott, der in irdischen Zeiten starb.“
Salomon Reinach hat vermutet, dass die Klage missverstanden wurde und sich in Wahrheit auf den Tod des Tammuz bezog: Θαμοῦς πάνμεγας τέθνηκε Thamoús pánmegas téthneke, „der unendlich große Tammuz ist tot!“. Dem wurde unter anderem entgegengehalten, der Name des Tammuz laute auf Griechisch Adonis.

## Pans Dämonisierung im Christentum
Im christlichen Mittelalter wurde die Ikonografie des Pan für die Darstellung des Teufels übernommen. Dabei erfuhren auch die bis dahin positiv konnotierten Attribute der Bocksfüße und der Kopfhörner als Zeichen des dionysischen Rausches und der Lust eine Umdeutung im Sinne einer negativ gedeuteten ‚Wollust‘.

## Pan in der Popkultur und Antikenrezeption
Pan ist eine zentrale Figur im Film Pans Labyrinth (2006) des mexikanischen Regisseurs Guillermo del Toro. Jedoch ist es im spanischen Original nicht der Hirtengott selbst, sondern ein gewöhnlicher Faun, der Ofelia durch den Film leitet (im Film genannt El fauno). Um eine Verwechslung der im Englischen gleich klingenden Worte faun und fawn (dt. ‚Rehkitz‘) zu vermeiden, änderte man den Namen in der englischen Fassung in Pan, was die deutsche Synchronisation später übernahm.
Pan spielt auch eine wichtige Rolle im Roman Jitterbug Perfume von Tom Robbins (1984, deutsch Pan Aroma, 1985).
Pan erscheint ferner in der Buchreihe Percy Jackson des US-amerikanischen Autors Rick Riordan, in der er am Ende des vierten Bandes (Die Schlacht um das Labyrinth) verstirbt.
Das evolutionsphilosophische Konzeptalbum Human Nature der Heavy-Metal-Band Nightwish befasst sich unter anderem mit Pan als Allegorie für die Entstehung menschlicher Kulturen. Er findet unter anderem im Lied „Music“ und im eponymen „Pan“ Erwähnung. Eine bildliche Darstellung findet sich außerdem im offiziellen lyric video zu „Music“.

## Galerie

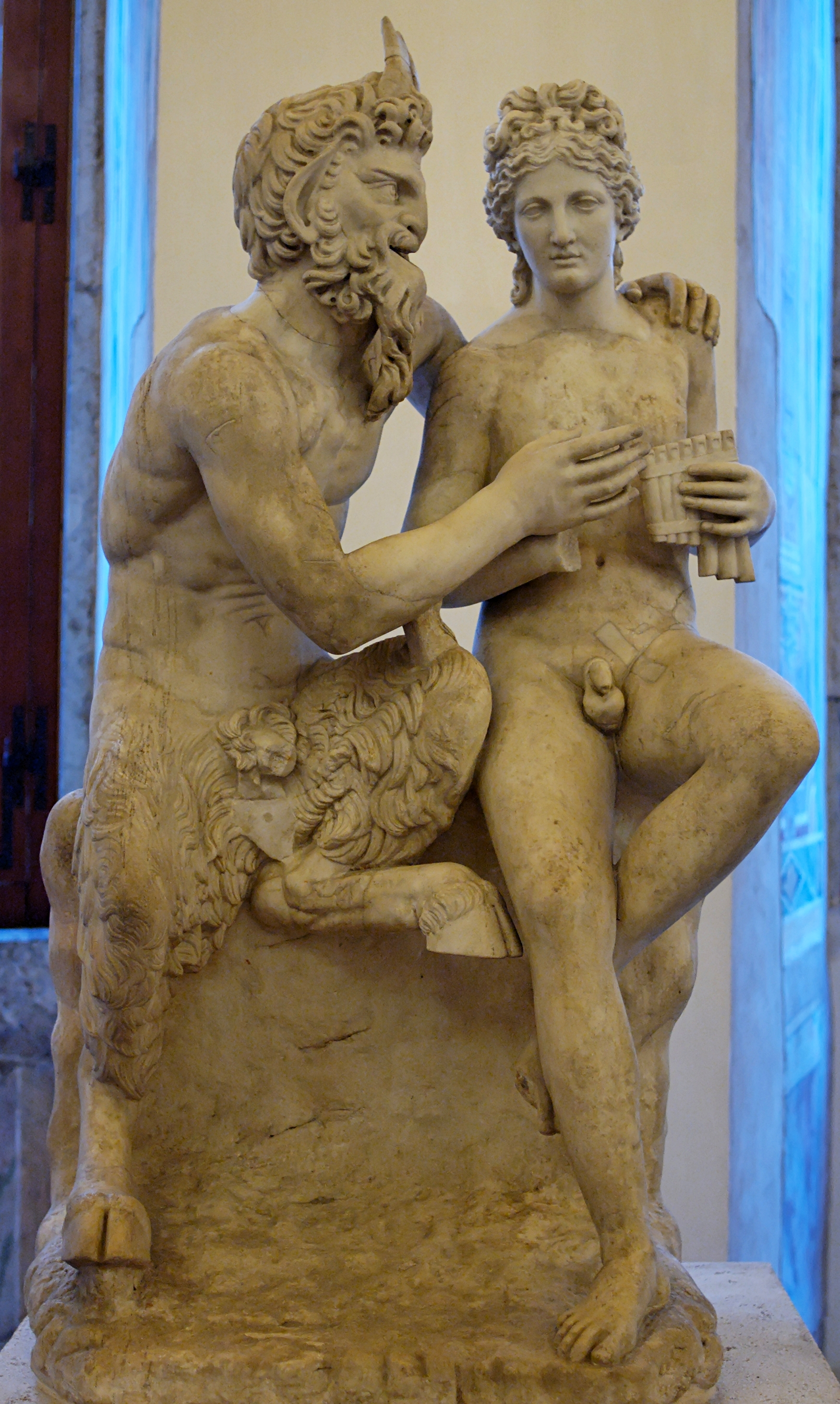
Skulptur von Pan und Daphnis, der Knabe mit einer Panflöte in der Hand. (Ca. 100 v. Chr., gefunden in Pompeii.)
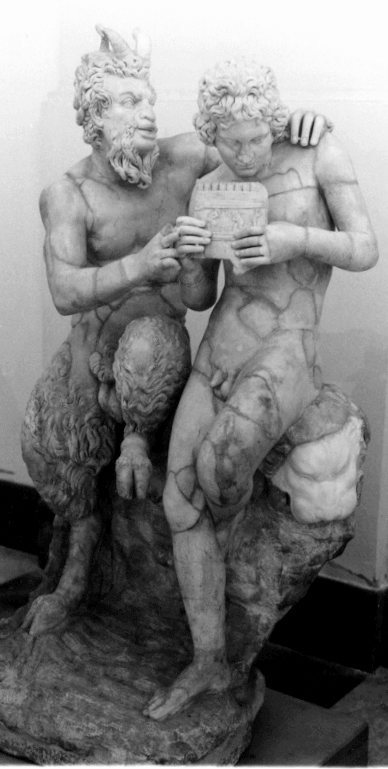
Skulptur von Pan, wie er Daphnis die Panflöte unterrichtet; ca. 100 v. Chr., gefunden in Pompeii
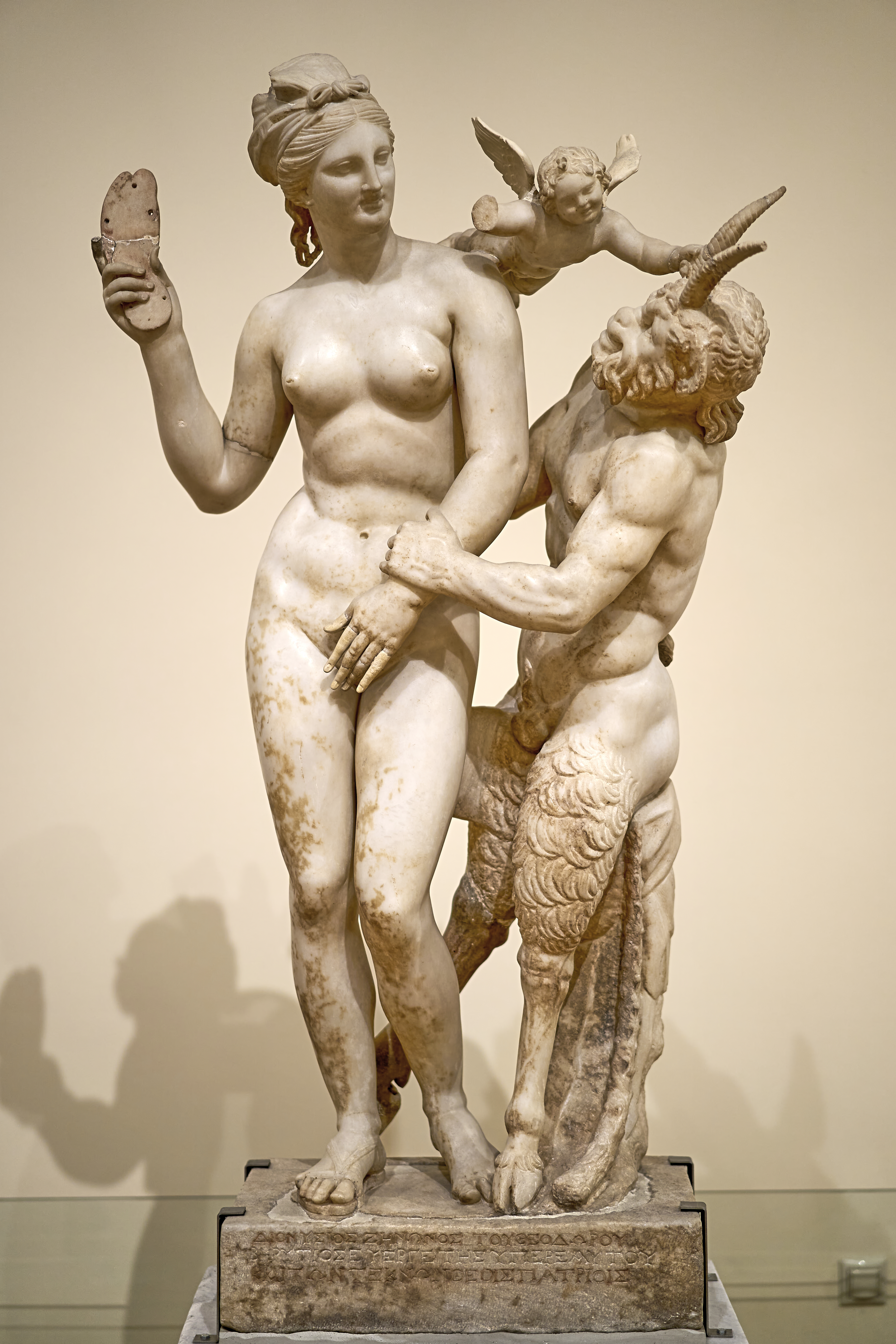
Bildnis der Aphrodite, Pan und Eros
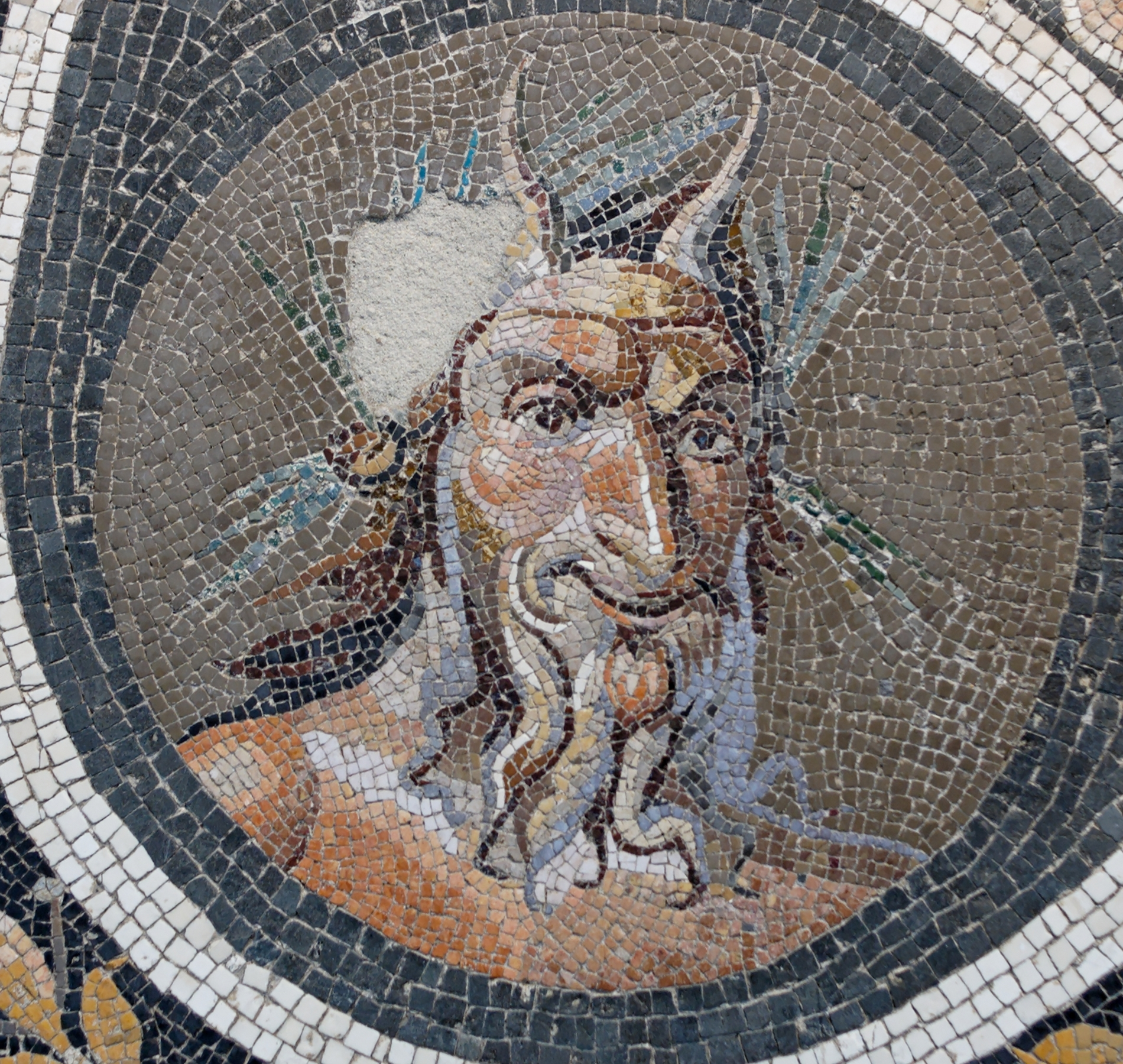
Römisches Mosaik mit Pans Darstellung
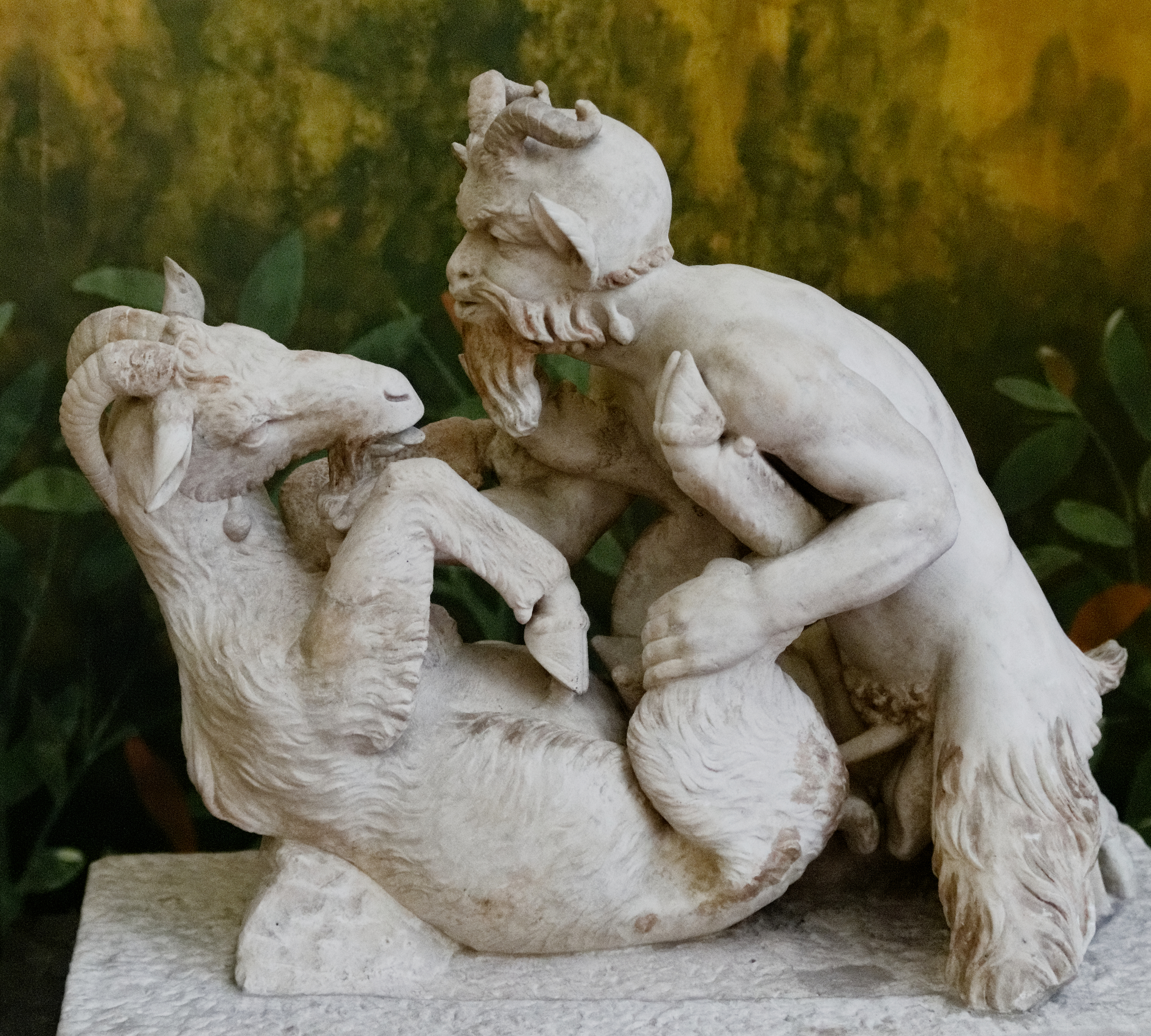
Pan im Geschlechtsverkehr mit einer Ziege, Statue aus der Villa dei Papiri, Herculaneum.
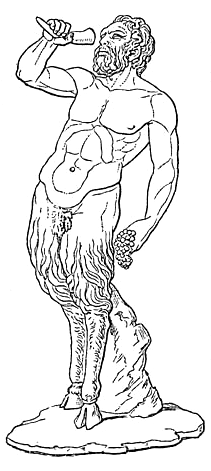
Pan (Florenz)
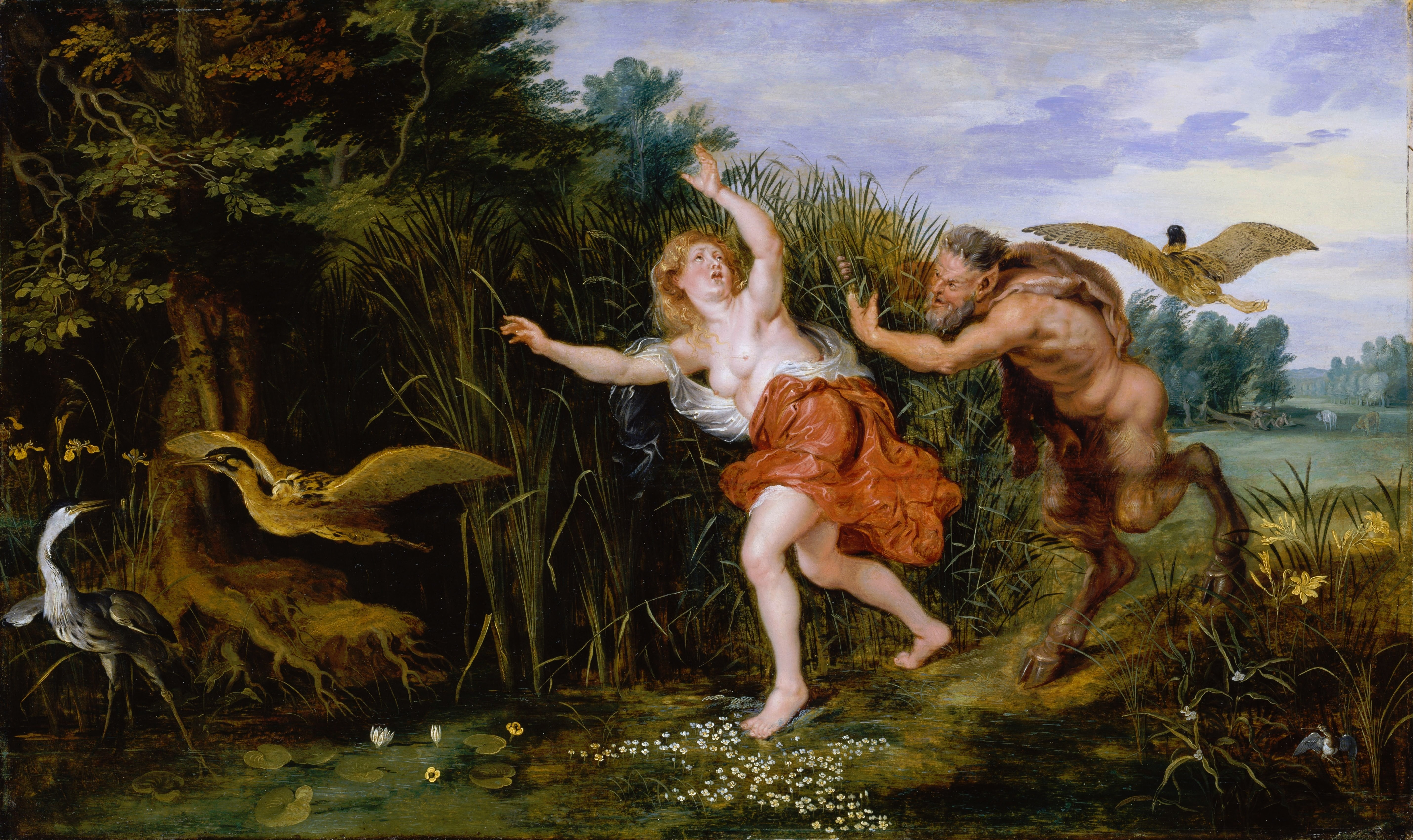
Pan und Syrinx, Jan Breughel und Rubens Werkstatt